# Sash!
Sash! er et tysk DJ- og producerteam med Sascha Lappessen (født 10. juni 1970 i Nettetal, Tyskland) i front. Teamet består desuden af Ralf Kappmeier og Thomas "Alisson" Lüdke. Sash! har på verdensplan solgt over 18 millioner plader.
Sash! havde en stribe hits i Storbritannien og Europa i 1997-1998 med "Encore Une Fois", "Ecuador", "Stay" og "Mysterious Times", der alle nåede en andenplads på den engelske singlehitliste. Sash! har flere gange benyttet gæstesangere, bl.a. Tina Cousins, Dr. Alban og Boy George.
Størstedelen af teksterne er på engelsk, men der er også flere sange, der er helt eller delvist på andre sprog, f.eks. "Encore une Fois" (fransk), "Adelante" og "Ecuador" (spansk), "La Primavera" (italiensk). Sangen "Together Again" er både på dansk og engelsk og synges af Blå Øjne.
Bandet er stadig aktivt, men med mindre succes end før årtusindskiftet.

## Diskografi

### Albums
- 1997 It's My Life – The Album
- 1998 Life Goes On
- 2000 Trilenium
- 2000 Encore Une Fois – The Greatest Hits
- 2002 S4!Sash!
- 2007 10th Anniversary
- 2011 Life Is a Beach

### Singler
- 1996 "It's My Life"
- 1997 "Encore Une Fois"
- 1997 "Ecuador"
- 1997 "Stay"
- 1998 "La Primavera"
- 1998 "Mysterious Times" (med Tina Cousins)
- 1998 "Move Mania" (med Shannon)
- 1999 "Colour The World" (med Dr. Alban)
- 1999 "Adelante"
- 2000 "Just Around The Hill" (med Tina Cousins)
- 2000 "With My Own Eyes"
- 2002 "Ganbareh!"
- 2002 "Run" (med Boy George)
- 2002 "The Sunset"
- 2003 "I Believe"
- 2007 "Ecuador Reloaded"
- 2008 "Raindrops (Encore Une Fois Part II)" (Med Stunt)
- 2010 "All is Love" (med Jessy)
- 2011 "Mirror Mirror" (med Jean Pearl)